# النفط في اليمن
| اقتصاد اليمن         |
| سياحة                |
| تعدين                |
| زراعة - سدود         |
| البنك المركزي اليمني |
| النفط                |
| قائمة مطارات اليمن   |
| الضرائب              |
| مواضيع يمنية         |
| ثقافة - جغرافيا      |
| تاريخ - مجتمع        |

شعار شركة الغاز الطبيعي اليمني في بلحاف

يمثل القطاع النفطي في اليمن أهمية إستراتيجية بالنسبة للاقتصاد اليمني منذ اكتشافه في منتصف الثمانينات من القرن الماضي وحتى اليوم نتيجة مساهمته في الناتج المحلي الإجمالي والموازنة العامة وميزان المدفوعات، وشهد هذا القطاع تطور متزايد منذ إعلان الوحدة اليمنية عام 1990م وظل الإنتاج في تزايد حتى عام 2001م حيث زاد مستوى الإنتاج من (69.1) مليون برميل عام 1990م إلى (160.1) مليون برميل عام 2001م بينما اتسم الناتج بالتراجع في الفترة (2002-2007م) ليصل إلى (117) مليون برميل.
وعلى الرغم من انخفاض معدل الإنتاج في هذه الفترة إلا أن زيادة الأسعار التي شهدتها على الصعيد العالمي بسبب الزيادة في الطلب العالمي للنفط وخاصة من الدول التي تشهد نمواً اقتصادياً متسارعا مثل الصين، زادت مساهمة هذا القطاع في تركيب الناتج المحلي الإجمالي. وساهم قطاع النفط والغاز في الناتج المحلي الإجمالي بنسبة متفاوتة تشهد تذبذب وتغير من فترة إلى أخرى حيث مثل عامي (2005-2006) نحو 35% من إجمالي الناتج المحلي الإجمالي، ولكنه انخفض إلى 28% عام 2007.

## نبذة
يصدر اليمن ما يقارب (258.8 ألف) برميل يومياً

ومن أبرز الحقول النفطية في اليمن
حوض المسيلة قطاع (14) الذي تم اكتشافه في العام 1993م، وتحرص الحكومة اليمنية على تطوير حقولها النفطية بزيادة الإنتاج النفطي بهدف زيادة الثروة الوطنية استجابة لمتطلبات التنمية الاقتصادية والاجتماعية في البلاد كون النفط يساهم بنسبة تتراوح بين (60-80)% من قيمة الناتج المحلي الإجمالي ويستحوذ بأكثر من 70% من إجمالي إيرادات الموازنة العامة للدولة ويشكل أكثر من90% من قيمة صادرات الدولة صدر تقرير عن البنك الدولي أن آبار النفط اليمنية سنضب تماماً في 2017 ومع ذلك فإن هيكلية الاقتصاد اليمني لا زالت تعتمد على هذا القطاع بشكل كبير ورد الكثير من المقالات في أن النفط اليمني وبحسب التقارير الاقتصادية،

## تاريخ النفط
يمكن تقسم مراحل الاستكشافات النفطية والغازية إلى ثلاث مراحل على النحو الآتي:
- المرحلة الأولى (1938م - 1980م):
  - تعود البداية الأولى للأعمال الإستكشافية عن النفط في اليمن إلى عام 1938م من خلال شركة نفط العراق عندما قامت بتنفيذ بعض الأعمال الجيولوجية والجيوفيزيائية، وفي فترات مُتقطعة حتى نهاية الخمسينيات وبداية الستينيات في محافظتي حضرموت والمهرة، كما قامت شركة براكلا وديلمان من ألمانيا الغربية بتنفيذ بعض الأعمال الإستكشافية في المنطقة الغربية لليمن في تهامة (الصليف والبحر الأحمر) 1952م - 1954م ولم تحقق تلك الأعمال النتائج المطلوبة، واستمرت الأعمال الإستكشافية في أوائل الستينيات من قبل عدد صغير من الشركات لتنفيذ بعض المسوحات في مناطق عديدة بالجمهورية، وحفر 31 بئراً إستكشافياً خلال تلك الفترات، وقد كان لها نتائج إيجابية تشير إلى تواجد مواد هيدروكربونية في المنطقة، وقد إنسحبت تلك الشركات تباعاً بدون تحقيق اكتشافات تجارية للنفط والغاز لأسباب ومُبررات مُختلفة.
- المرحلة الثانية (1981م - 1990م):
  - في عام 1981م تمت المفاوضات والتوقيع مع شركة هنت الأمريكية على إتفاقية المشاركة في الإنتاج في القطاع 18 بمنطقة مأرب / الجوف، كان لنتائج الجهود الإستكشافية والبحثية تحديد مصائد نفطية مُحتملة وواعدة تعود للعصر الجوراسي، وعلى ذلك بدأ نشاط حفر الآبار في منطقة (ألف) عام 1984م ليتم على أثر ذلك اكتشاف النفط لأول مرة في تاريخ اليمن الحديث، ليتم الإنتاج عن النفط بهذا الحقل عام 1986م.
- بعد ذلك توالت الاكتشافات النفطية في عدد من مناطق اليمن..
  - حيث تم في عام 1987م الإعلان عن اكتشاف النفط في مُحافظة شبوة من قبل شركة تكنوا كسبورت السوفيتية (سابقاً) في ثلاثة حقول غرب عياد قطاع (4).
  - وفي مارس 1987م تقدمت شركة كنديان أوكسي (كنديان نكسن حالياً) بطلب امتياز في منطقة المسيلة قطاع (14) ليتم تحقيق اكتشاف تجاري عام 1991م.
  - وفي عام 1989م تم الإعلان عن تأسيس الشركة اليمنية للإستثمارات النفطية والمعدنية، حيث تم التواصل إلى إتفاقية مُشاركة في الإنتاج مع الشركات (هنت، إكسون، توتال، كوفبيك، وشركتان روسيتان) ساهمت الشركة اليمنية بنسبة مُشاركة 20% مع تجمع الشركات هذه، وتم العمل في قطاع جنة رقم (5) أثمرت الأعمال الإستكشافية عن اكتشاف النفط في حقلي (حليوة والنصر).
  - وفي عام 1987م تم توقيع إتفاقية مُشاركة في الإنتاج مع شركة توتال الفرنسية في قطاع شرق شبوة قطاع (10) والتي أكهرت تحقيق اكتشافات نفطية في العقد القادم التسعينيات.
- المرحلة الثالثة (1990م - 2007م):

بعد الوحدة اليمنية في 22 مايو 1990م، تم تقسيم مساحة الجمهورية اليمنية إلى قطاعات (بلوكات) مُتاحة للأعمال الإستكشافية المفتوحة، أمام الشركات النفطية العالمية، أثمرت تلك الأعمال الإستكشافية عن الآتي:
- - بدأ الإنتاج النفطي بالقطاع النفطي (4) غرب عياد عام 1991م بعد بناء المنشآت السطحية، ومد خط الأنبوب لتصدير النفط من الحقول إلى ميناء بلحاف على البحر العربي.
  - وفي عام 1991م تم تحقيق اكتشاف نفطي تجاري في حقل (سونا) قطاع المسيلة (14) من خلال شركة كنديان نكسن الكندية[5]، تلاه عدد من الاكتشافات الأخرى ليتم بناء المنشآت السطحية ومد خط الأنبوب إلى منطقة الضبة بمحافظة حضرموت على البحر العربي ليبدأ الإنتاج والتصدير عام 1993م
  - وفي عام 1996م بدأ الإنتاج والتصدير من القطاع النفطي (5) قطاع جنة.
  - وعام 1997م تم اكتشاف النفط في حقول (خرير، عطوف، وادي تاربه[6]) بالقطاع النفطي (10) شرق شبوة بواسطة شركة توتال ليتم التصدير في هذا القطاع عبر خط أنبوب قطاع المسيلة.
  - وفي عام 1999م أعلنت شركة ([7]DNO) النرويجية العاملة في القطاع (32) حواريم عن اكتشاف النفط بهذا القطاع ليبدأ الإنتاج والتصدير عام 2001م عبر خط أنبوب المسيلة - بلحاف على البحر العربي.
  - في ديسمبر 2001م بدأ الإنتاج من القطاع النفطي (53) شرق سار محافظة حضرموت.
  - إعلان قطاع (S1) دامي تجارياً في أكتوبر 2003م ودخوله الإنتاج في أبريل 2004م.
  - إعلان قطاع (51) شرق الحجر تجارياً في ديمسبر 2003م ودخوله الإنتاج في نوفمبر 2004م.
  - إعلان قطاع (43) جنوب حواريم تجارياً في أبريل 2005م ودخوله الإنتاج في يوليو 2005م.
  - إعلان قطاع (9) مالك تجارياً في يوليو 2005م ودخوله مرحلة الإنتاج في ديسمبر 2005 .
  - إعلان القطاع (S2) العقلة تجارياً في يناير 2005م ودخوله الإنتاج خلال النصف الأول من العام 2006م.

## أسعار المشتقات النفطية
كانت أسعار الوقود في عام 2011 بسعر 75 ريال يمني «0.3 دولار» للتر البنزين و 50 ريال للتر الديزل (224 ريال يمني =1 دولار)، وفي أواخر العام، أثناء أحداث ثورة الشباب اليمنية أقرت حكومة علي مجور تسعيرة جديدة لاسعار المشتقات، حيث بلغ سعر اللتر البنزين 175 ريال يمني، تقريبا «0.7 دولار» (بسعر الصرف حينها تقريباً 247 ريال يمني للدولار).
وفي الفترة (2013-2014) خفضت حكومة باسندوة أسعار المشتقات النفطية إلى 125 ريال يمني «0.58 دولار» للتر البنزين و100 ريال للتر الديزل.
وفي أواخر يوليو 2014 أقرت حكومة الوفاق، رفع الدعم عن المشتقات النفطية، ليبلغ سعر اللتر البنزين 200 ريال يمني حوالي «0.93 دولار» (1 دولار = 215 ريال)، واللتر الديزل 195 ريال يمني، وبررت الحكومة اليمنية الإجراءات للقضاء على تهريب المشتقات النفطية، وتقليل الأزمة الاقتصادية.
وبقيام احتجاجات الحوثيين ضد قرار رفع الدعم، أقرت الحكومة تخفيض 500 ريال في سعر كل «20 لتر» من البترول والديزل، ولم يقبل الحوثيين بهذا القرار وضغطوا على الحكومة عسكرياً وتم توقيع اتفاق السلم والشراكة الوطنية التي أقرت في أحد بنودها تحديد سعر ال«20 لتر» من البترول والديزل بثلاثة ألف ريال يمني، أي بسعر 150 ريال للتر الواحد.
في يوليو 2015 بعد استيلاء الحوثيين على السلطة، أقرت اللجنة الثورية للحوثيين التي تسيطر على صنعاء والمحافظات الشمالية، تعويم أسعار النفط بناءاً على قرار حكومة الوفاق برفع الدعم عن المشتقات النفطية، وهو السبب الذي أتخذه الحوثيين ذريعة لإسقاط الحكومة والسيطرة على السلطة، وبحسب قرار الحوثيين فأنه سيبدأ العمل به من تاريخ 15 أغسطس 2015 وقضى القرار برفع رسوم الجمارك، والضرائب، وصندوق الطرق، وصندوق التشجيع، وهي رسوم كانت تضاف للسعر السابق. كما قضى القرار بإضافة خمسة ريالات يمنية للتر الواحد، من مادتي البنزين، والديزل، لتمويل إنشاء محطة كهرباء، وإضافة رسوم أخرى للبنزين والديزل والكيروسين لصالح إنشاء ميناء نفطي، وذلك لمدة أربعة وعشرين شهراً.
وبحسب قرار الحوثيين فإن سعر اللتر البنزين والديزل 135 ريال يمني. ولكن هذا القرار حبراً على ورق، حيث كانت المشتقات تباع في السوق السوداء دون توفرها في المحطات الرسمية، ومنذ أكتوبر 2015 بدأت المشتقات النفطية تباع في محطات التعبئة بسعر السوق السوداء بسعر يتراوح ما بين 400 - 500 ريال للتر الواحد.

## موانئ وقطاعات التصدير
- توجد في اليمن 3 خطوط أساسية لنقل النفط الخام من مناطق الإنتاج إلى المنافذ البحرية في كل من البحر الأحمر والبحر العربي، وبالتالي فهناك ثلاثة موانئ لتصدير النفط الخام إلى السوق الدولية هي:-
  1. ميناء رأس عيسى:
    - يقع هذا الميناء على البحر الأحمر بمحافظة الحديدة كخزان عائم مؤهل لتحميل وشخن السفن بالنفط الخام لأغراض التصدير، يتم ضخ نفط مأرب / الجوف (القطاع 18 بمأرب) ونفط قطاع جنة (قطاع 5)، وبعض الحقول المجاورة، إلى هذا الميناء عبر خط أنبوب يمنية على مساحة (439) كيلو متر منها (9) كيلو متر في المغمورة ليرتبط بالباخرة صافر بالبحر الأحمر، كما تحدثنا، وسعته الخزنية 3 ملايين برميل، وقطر (24-26) بوصة، وهو أول ميناء تم إنشائه وضخ النفط إليه في اليمن عام 1985م / 1986م.[11]

  2. ميناء الشحر (الضبة):
    - يقع هذا الميناء على البحر العربي بمحافظة حضرموت المؤهل لتحميل وشحن السفن بالنفط الخام لأغراض التصدير من نفط المسيلة (قطاع 14) ونفط شرق شبوة قطاع (10) ونفط حواريم (32) وغيرها من الحقول المجاورة (53، 51) هذا الميناء عبر خط يمتد على مسافة (138) كيلو متر بقطر (24-36) بوصة، يوجد في هذا الميناء 5 خزانات السعة الكلية لكل خزان 5.000 برميل، كما يُوجد أكبر خزان سعته مليون برميل، إنشاء الميناء عام 1993م.

  3. ميناء بلحاف النفطي (بئر علي):
    - يقع هذا الميناء على البحر العربي بمحافظة شبوة المؤهل لتحميل وشحن السفن بالنفط الخام لأغراض التصدير، من نفط غرب عياد قطاع (4)، الاستخدام محدود لهذا الخط، نظراً لمحدودية الإنتاج بالقطاع وإمكانية الربط بالحقول المجاورة، يمتد خط الأنبوب بمسافة (210) كيلو متر وبقطر (20) بوصة يوجد به خمسة خزانات سعة كل منها 126 ألف برميل، إنشاء الميناء عام 1990م.

## قطاعات التصدير
وينقسم الإنتاج النفطي بين القطاعات النفطية المختلفة على النحو التالي:
1. قطاع المسيلة حضرموت ويحتل المركز الأول بين القطاعات النفطية في الجمهورية اليمنية حيث بلغت طاقته الإنتاجية السنوية عام 2006م حوالي 51.7 مليون برميل تمثل 39% من إجمالي الإنتاج النفطي [12]
2. قطاع مأرب الجوف : بإنتاج سنوي وصل عام 2006م حوالي 25.1 مليون برميل يوميا وبنسبة 19% من إجمالي الإنتاج
3. قطاع جنة بنسبة إنتاج 12% ثم تأتي القطاعات الأخرى حيث تمثل القطاعات الثلاثة 70% من إجمالي الإنتاج النفطي اليمني

وتشهد هذه القطاعات تراجعا مستمرا في الإنتاج منذ عام (2002) وحتى اليوم.
وتمثل نسبة هذه التناقص في إنتاج القطاعات النفطية معدل أكبر من نسبة النمو الإنتاجي في القطاعات الأخرى والقطاعات المتوقع دخولها في السنوات القادمة مما يشير إلى تنامي المخاطر الاقتصادية التي تؤثر بشكل كبير في الاستقرار ولاسيما بان هناك تقارير تتوقع نضوب النفط عام 2017م كما أن كبر حجم هذا القطاع ومشاركته في الناتج المحلي الإجمالي والتي تزيد بمعدل 10% عن مساهمة القطاعات السلعية الأخرى غير النفطية مثل (الزراعة – الصناعة- التنشئة والبناء – الكهرباء- والغاز الماء) يجعل أي تغير فيه وعدم استقراره يؤثر بشكل كبير على الاستقرار الاقتصادي والسياسي.
كما ارتبط جزء كبير من النشاط الحكومي بالتطور في جانب النفط حيث أن الاستهلاك العام والاستثمار العام الذي يعود مكونا هاما بالنسبة للاستثمار الكلي وبالتالي بالنمو الاقتصادي الكلي والذي يرتبط بحد كبير بالإيرادات النفطية والتي تمثل 70% من الإيرادات العامة ومع عدم الاستقرار في معدل الإنتاج وتناقصه من جهة والتغييرات في معدل الأسعار من جهة أخرى يؤثر في عدم الاستقرار وتعثر خطط التنمية الاقتصادية والاستقرار السياسي في البلاد كما أن الصادرات النفطية تصل إلى أكثر من 90% من صادرات اليمن في الوقت الراهن وبتالي فإن انخفاض في قيمتها سواء نتيجة انخفاض الإنتاج أو الأسعار سيؤدي إلى خلل في الميزان التجاري.
إن اعتماد اليمن على صادرات النفط بنسبة كبيرة تصل إلى 90% من صادراته

## قطاعات جديدة
وتفيد التقارير أن ستة قطاعات استكشافية أصبحت منتجة خلال السنوات القليلة الماضية مشيرة إلى أن مخزون النفط بلغ 9.10 مليارات برميل ومخزون الغاز2.18 تريليون قدم مكعبة لافتة إلى أنها تخطط خلال عام 2009 لحفر 132 بئرا منها 33 بئرا استكشافية و99 بئرا تطويرية.
ووفق شركة سينوبيك جويكو الصينية فإن عمليات المسح الزلزالي الأولية التي أجرتها الشركة في قطاع رقم واحد بمنطقة عماقين أثبتت تلك المؤشرات متزامنا مع اكتشاف نفطي رئيسي في صخور الأساس بمنطقة شبوة نفسها، والذي يعتبر الأهم بعد اكتشافات مأرب والمسيلة في ثمانينيات القرن الماضي.
وتشير نتائج بحثية أولية لإمكانية إنتاج نحو 2552 برميلا يوميا من حقول حبان بالإضافة إلى مليون قدم مكعب من الغاز المصاحب للمعدن.
وتخطط الدولة لعرض 15 بقعة قريبة من ساحل البحر للتنقيب عن النفط والغاز على الشركات الدولية المشاركة في مؤتمر دولي للترويج لصناعة النفط في أكتوبر/ تشرين الأول 2011 المقبل. وأضاف أن إجمالي قيمة واردات اليمن من الوقود خلال الفترة من يناير إلى نوفمبر تشرين الثاني بلغ نحو 1.994 مليار دولار. ويتولى البنك المركزي تغطية فاتورة الاستيراد.
وبلغت إيرادات اليمن من صادرات النفط الخام نحو 1.454 مليار دولار.
ويعتمد اليمن على صادرات النفط الخام لتمويل ما يصل إلى 70%، من ميزانيته.

## اعتماد رسمي
وتقول مصادر حكومية إن البلاد تعتمد بشكل رئيسي على عائدات النفط الخام التي تغطي نحو 70% من موارد الموازنة العامة للدولة و63% من إجمالي صادرات البلاد، و30% من الناتج المحلي الإجمالي.
يُشار إلى أن إنتاج اليمن من النفط الوقت الحاضر يتراوح بين 300 ونحو 350 ألف برميل يوميا في وجود نحو 83 قطاعا بينها تسعة قطاعات إنتاجية وثلاثون استكشافية بينما تظل الأخرى قطاعات مفتوحة ومتاحة للاستثمار.
لكن تتصاعد بعض المخاوف من التحذيرات التي أطلقتها مؤسسات وهيئات محلية ودولية عن قرب نضوب النفط في البلاد، في وقت دعا فيه البنك الدولي الحكومة إلى تنويع صادراتها لتعويض تناقص النفط المحتمل.
وأظهر تقرير حديث للمركزي اليمني أن العائدات من تصدير النفط انخفضت خلال الأشهر الخمسة الأولى من العام الجاري بمقدار 850 مليون دولار لتصل إلى 1.15 مليار مقارنة بذات الفترة من عام 2006 والبالغة 1.865 مليار...

## الإنتاج النفطي

### من 2005 إلى عام 2010م
| البيان               | 2005   | 2006   | 2007   | 2008   | 2009  | 2010  |
| -------------------- | ------ | ------ | ------ | ------ | ----- | ----- |
| الكمية (مليون برميل) | 146    | 133    | 117    | 107    | 100   | 100   |
| سعر البرميل          | 51,47  | 63,00  | 73,38  | 98,88  | 63,48 | 106   |
| سعر الصرف            | 191,24 | 197,05 | 198,95 | 199,78 | 205   | 236,6 |
| المصدر:              |        |        |        |        |       |       |

## الشركات الأجنبية العاملة في اليمن
| رقم | أسم الشركة                        | القطاع                                                | المجال           | رابط الموقع   | ملاحظة  |
| --- | --------------------------------- | ----------------------------------------------------- | ---------------- | ------------- | ------- |
| 1   | شركة توتال                        | شريك رئيسي في قطاع النفظ اليمني قطاع 10               | نفط              | رابط 1 رابط 2 | لا يوجد |
| 2   | شركة كنديان نيكسن                 | قطاع 14 (1993-2011) قطاع 51 بمعدل 3500 برميل في اليوم | مشغل نفطي        | رابط          | لا يوجد |
| 3   | شركة شلمبرجر الفرنسية             | -                                                     | خدمات نفطية عامة | رابط          | لا يوجد |
| 4   | شركة ويذرفورد                     | -                                                     | خدمات نفطية عامة | رابط          | لا يوجد |
| 5   | شركة اويل سيرش الأسترالية         | -                                                     | خدمات نفطية عامة | رابط          | لا يوجد |
| 6   | شركة هيلبرتون الأمريكية           | -                                                     | خدمات نفطية عامة | رابط          | لا يوجد |
| 7   | شركة أوكسي الأمريكية              | مشغل قطاع إس-1                                        | مشغل نفطي        | رابط          | لا يوجد |
| 8   | شركة هنت                          | مثال                                                  | مثال             | رابط          | لا يوجد |
| 9   | شركة الغاز الطبيعي اليمني (بلحاف) | مثال                                                  | غاز طبيعي        | رابط          | لا يوجد |
| 10  | شركة دوف الإماراتية               | مشغل قطاع 53                                          | مشغل نفطي        | رابط          | لا يوجد |
| 11  | شركة دي إن أو النرويجية           | مشغل قطاع 32 مشغل قطاع 43                             | مشغل نفطي        | رابط          | لا يوجد |

- راجع المصدر الكامل لبيانات الجدول أعلاه.[17]